# Posada (vesnice v Polsku)
Posada (německy Rusdorf) je polská vesnice v Dolnoslezském vojvodství při hranici s Německem. Nachází se jihovýhodně od saského města Ostritz. Na jejím západním okraji prochází železnice, na východním silnice číslo 352. Ta se však vesnici vyhýbá, vesnice je mimo ni. Zastavěná část má protáhlý charakter, přibližně jdoucí ze severozápadu na jihovýchod. Středem vede silnice, která na severu končí brodem v Lužické Nise. Dříve zde stával most (zbořen po druhé světové válce), který spojoval klášter Marienthal (součást Ostritz) s Posadou (Rusdorfem). Na severovýchodním okraji vsi se nachází ruiny evangelického kostela a školy.

## Galerie

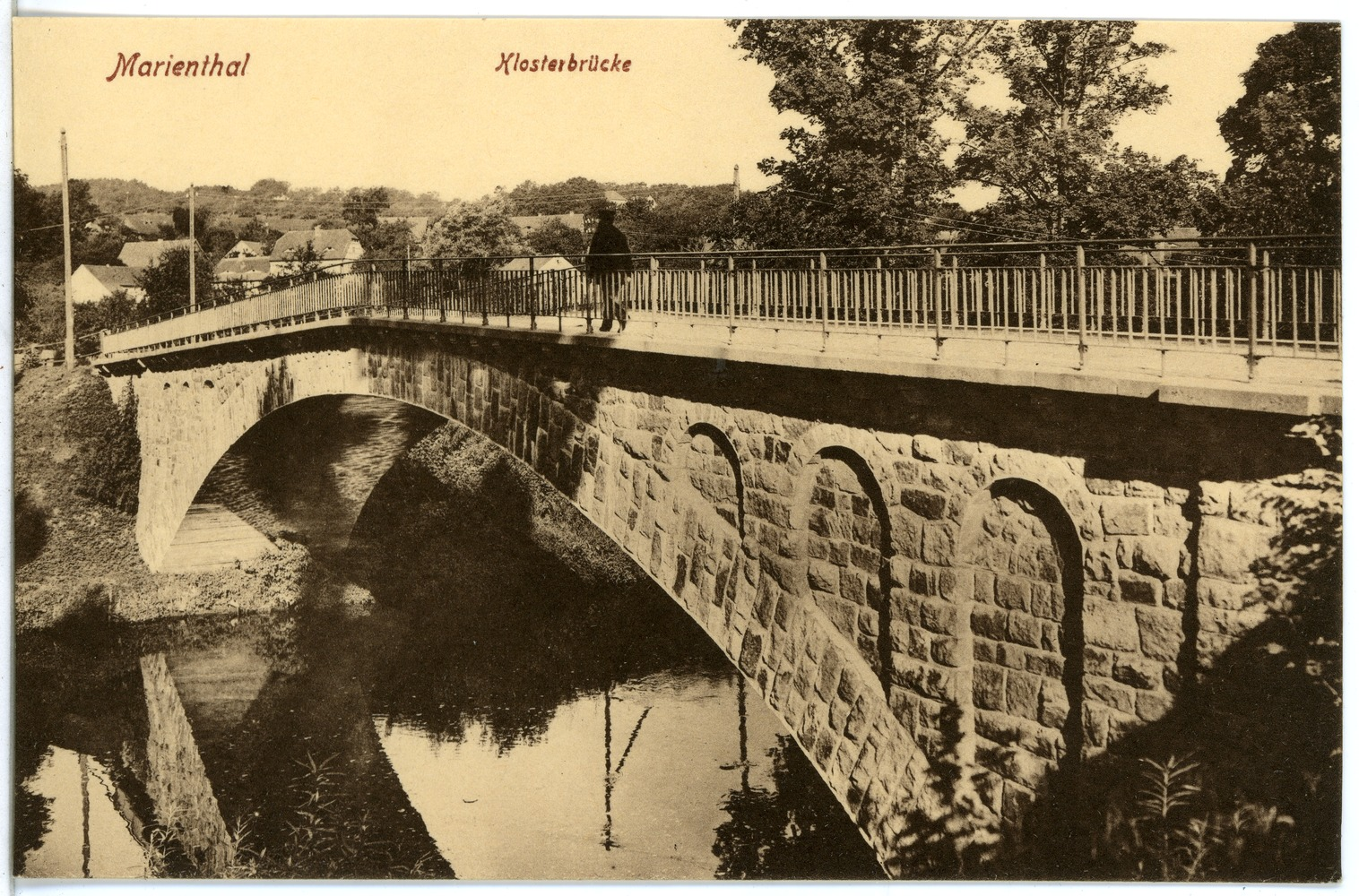
Již neexistující most přes Lužickou Nisu spojující Rusdorf (Posadu) s Marienthalem na fotografii z roku 1919
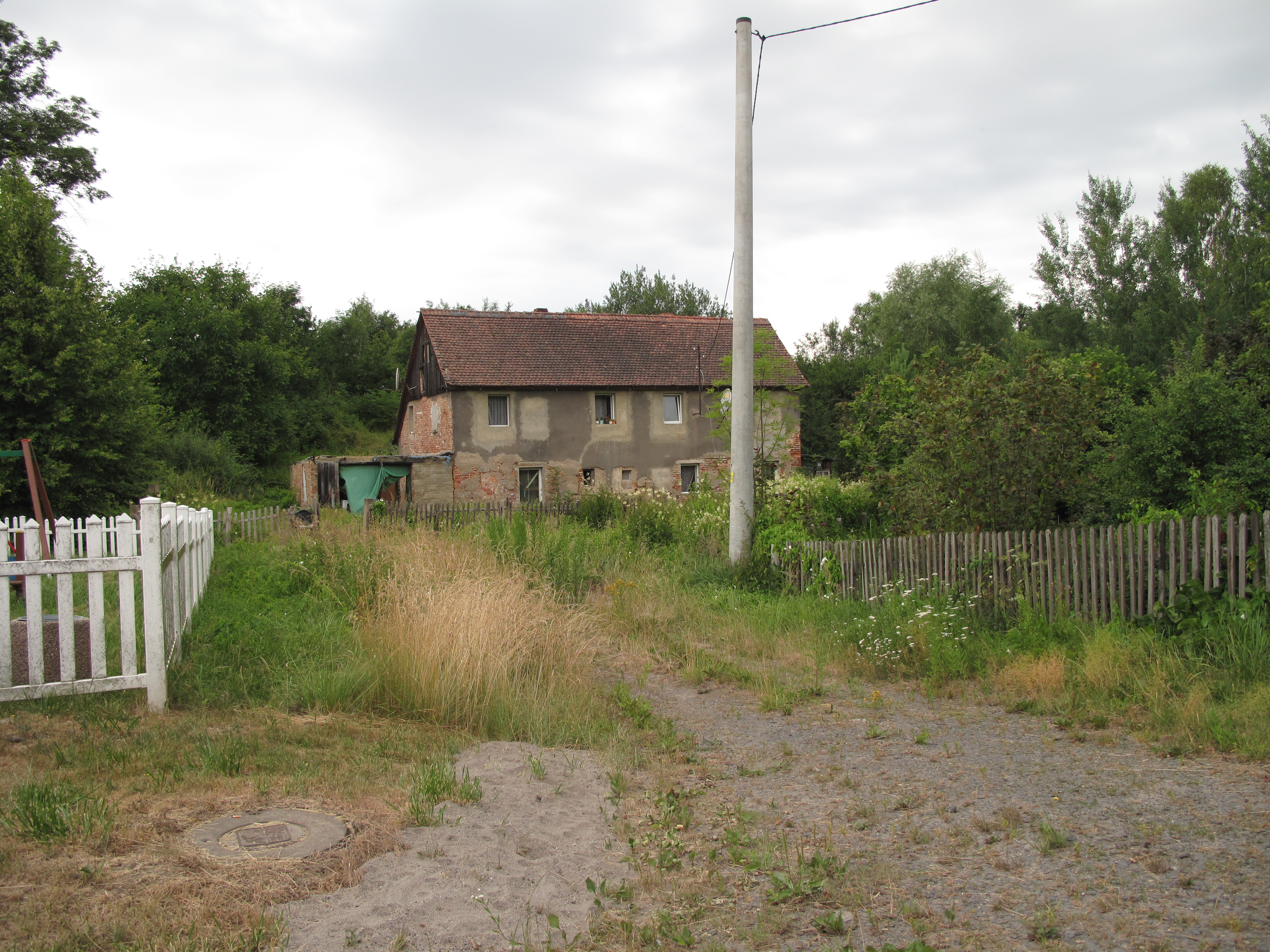
Dům se zahradou
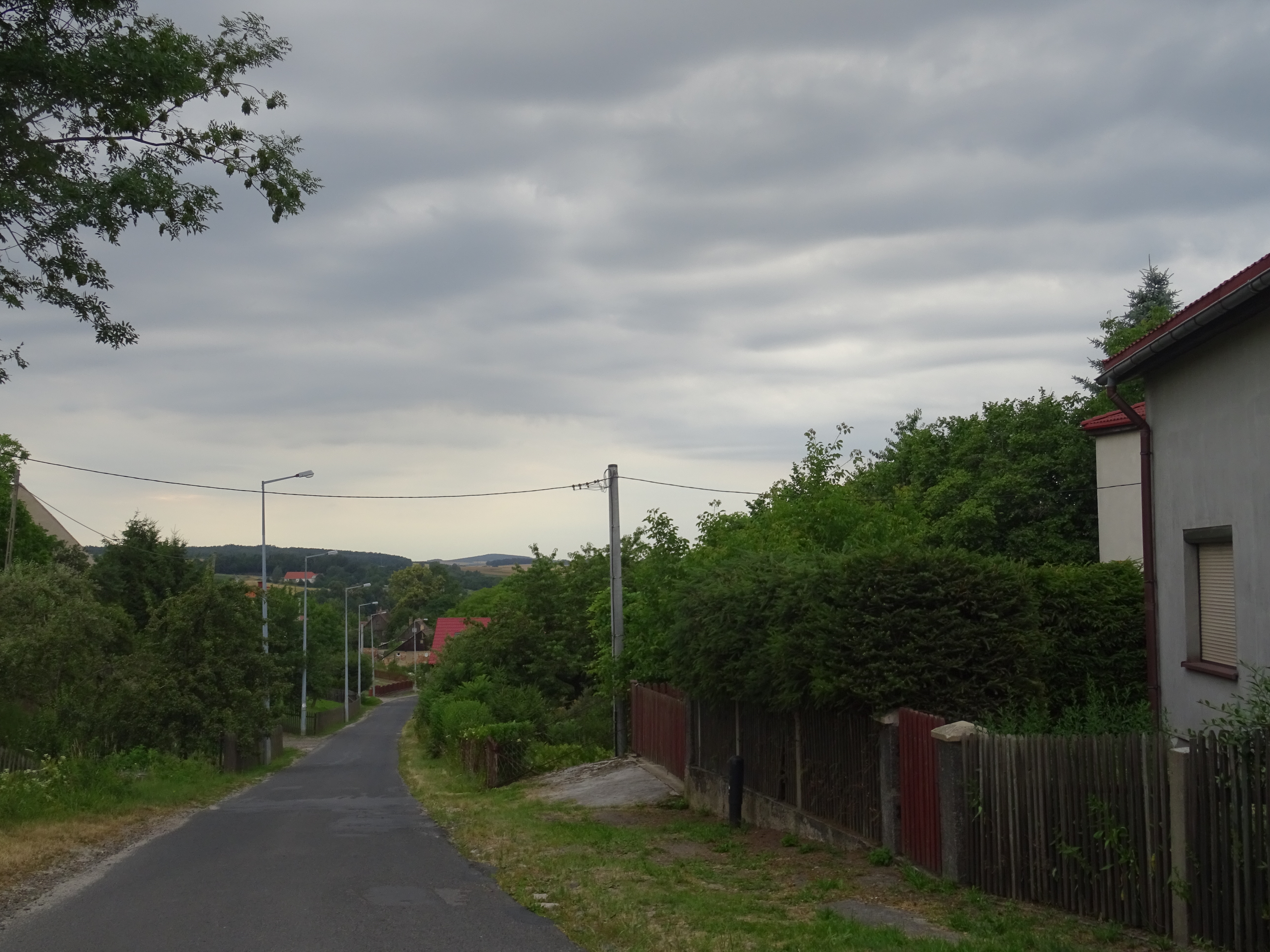
Silnice procházející vsí
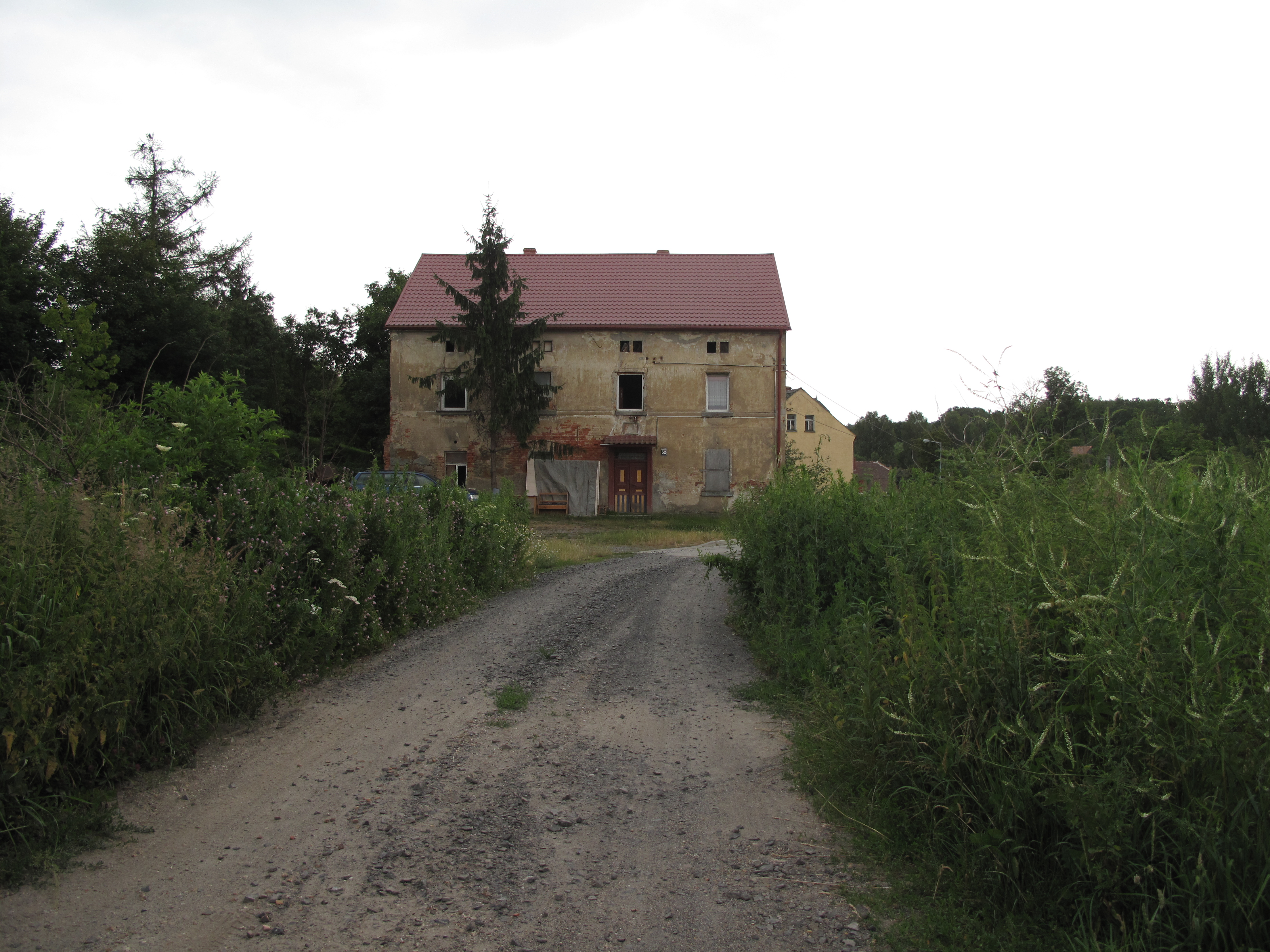
Dům u cesty
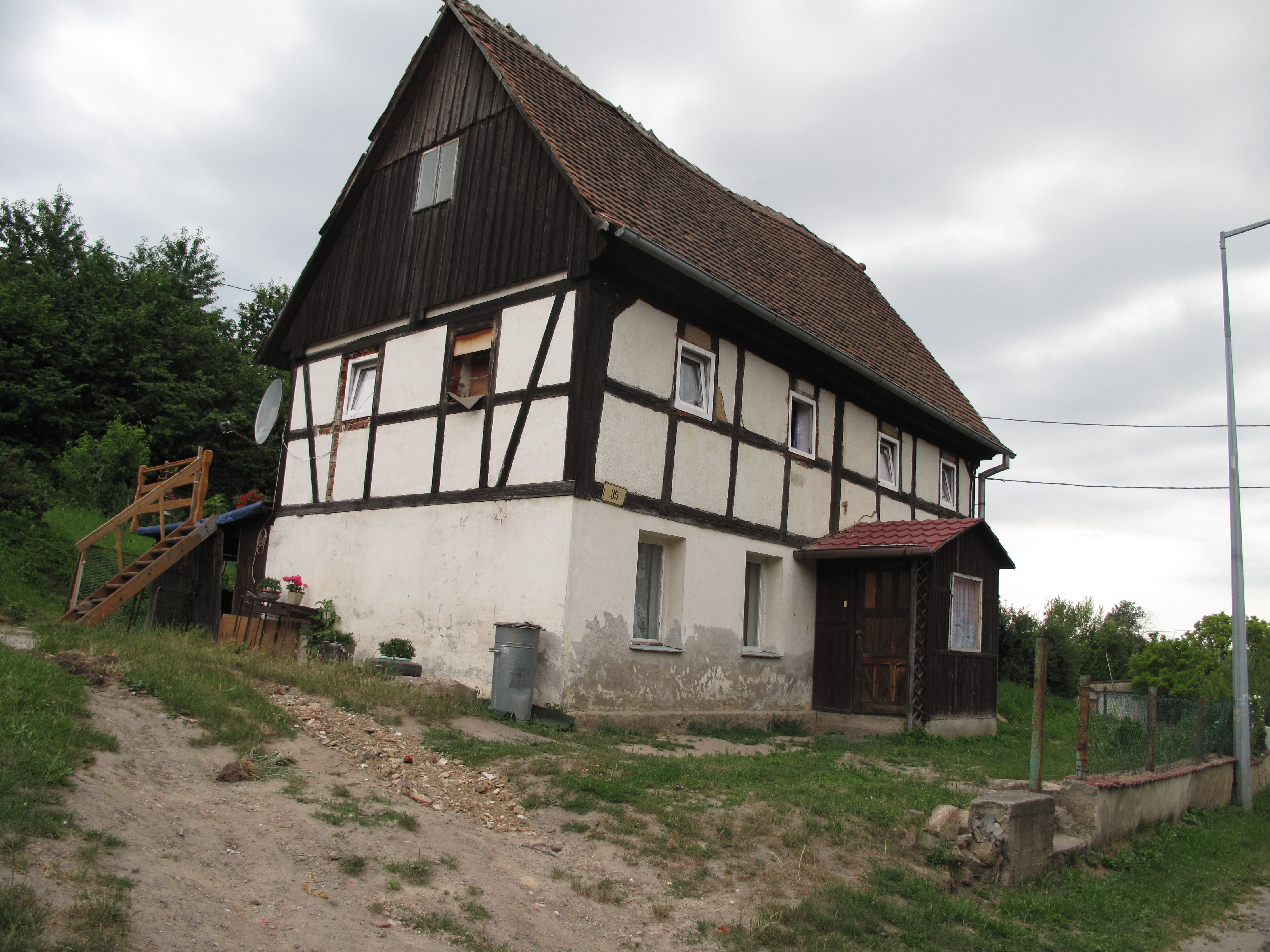
Hrázděný dům